# Euryphymus tuberculatus
Euryphymus tuberculatus är en insektsart som beskrevs av Martínez y Fernández-castillo 1898. Euryphymus tuberculatus ingår i släktet Euryphymus och familjen gräshoppor. Inga underarter finns listade i Catalogue of Life.